# Microregione di Patos de Minas
Patos de Minas è una microregione del Minas Gerais in Brasile, appartenente alla mesoregione di Triângulo Mineiro e Alto Paranaíba.

## Comuni
È suddivisa in 10 comuni:
- Arapuá
- Carmo do Paranaíba
- Guimarânia
- Lagoa Formosa
- Matutina
- Patos de Minas
- Rio Paranaíba
- Santa Rosa da Serra
- São Gotardo
- Tiros